# Lagune du Brusc
Lagune du Brusc este o arie protejată (sit de importanță comunitară — SCI) din Franța întinsă pe o suprafață de 505,31 ha, integral pe uscat.

## Localizare
Centrul sitului Lagune du Brusc este situat la coordonatele 43°04′59″N 5°46′22″E / 43.08306°N 5.77278°E.

## Înființare
Situl Lagune du Brusc a fost declarat arie specială de conservare în baza directivei 92/43 din 1992 referitoare la conservarea habitatelor naturale și a faunei și florei sălbatice pentru a proteja 2 specii de animale.

## Biodiversitate
Situată în ecoregiunea mediteraneană, aria protejată conține 7 habitate naturale: Golfuri mici largi și golfuri puțin adânci, Recifuri, Straturi cu Posidonia (Posidonion oceanicae), Lagune de coastă, Bancuri de nisip acoperite în permanență slab de apă marină, Terase mlăștinoase și terase nisipoase neacoperite de apă la reflux, Peșteri marine scufundate complet sau parțial.
La baza desemnării sitului se află mai multe specii protejate:
- mamifere (1): delfin mare (Tursiops truncatus)
- reptile (1): Caretta caretta

Pe lângă speciile protejate, pe teritoriul sitului au mai fost identificate 2 specii de plante, 1 specie de nevertebrate.